# Macrolabis stellariae
Macrolabis stellariae är en tvåvingeart som först beskrevs av Liebel 1889.  Macrolabis stellariae ingår i släktet Macrolabis och familjen gallmyggor. Inga underarter finns listade i Catalogue of Life.